# Château de Lovinfosse

Blason de la famille de Lovinfosse

Le château de Lovinfosse, qui était situé dans Ougrée-Haut (Seraing) a disparu. 
Le château portait le nom de l’ancienne famille de Lovinfosse, mentionnée à Ougrée dès 1404.

## Historique
À la fin du XVe siècle, le château est décrit comme suit « cour, avec château, maison, chervaige, viviers, prés, terres, bois, troexhes et appartenances de Lovinfosse », contenant 18 bonniers de terres, 16 bonniers de bois et 6 bonniers de prés, le tout tenu en fief de l’abbaye du Val-Saint-Lambert.
Gilles de Bernar vend en 1419 le château de Lovinfosse et le rachète en 1422, puis le vend définitivement en 1455 à Alexandre Sandron « L’an 1455 le 14 novembre, Gille de Biernave transporte devant la Cour Jurée de l’Abbaie du Val st Lambert, le château [qui] s’appelle Lovinfosse extant en la hauteur d’Ougrée a Alixandre Sandron li ainé échevin de Liege ».
Cette propriété de grande envergure entra avec ses dépendances, en 1500, en propriété de la famille de Lovinfosse. C’est en cette année que Barthélémy de Résimont, bourgmestre de Liège, le donna en dot à sa fille, Isabelle de Résimont, à l’occasion de son mariage avec Michel Goblet d’Odeur, écuyer, qui s’installa au château et prit, comme toute sa descendance, le nom « de Lovinfosse ». Son fils, Hubert de Lovinfosse, reçut le château en 1557. Il y demeura, mais le posséda en copropriété avec ses frères et sœurs. Le domaine est décrit, en 1569, de la façon suivante « la court, chestea, maison, vivier, preis, jardin, boix, haies, trixhes, condist de Lovinfosse emprès Ougrée[réf. incomplète] ».
L'abbaye du Val-Saint-Lambert avait également, dès 1455, des droits sur la ferme « de Lovinefosse » qui comprenait un château avec vivier, jardin, etc..